# Aree naturali protette in Togo
In Togo le aree naturali protette sono composte da tre parchi nazionali, dieci riserve faunistiche e ottantaquattro riserve forestali.

## Parchi nazionali
In ordine di grandezza:
- Parco nazionale Fazao-Malfakassa
- Parco nazionale Kéran
- Parco nazionale Fosse aux Lions

## Riserve faunistiche
- Abdoulaye
- Akaba
- Alédjo
- Djamdè
- Galangashie
- Haho-Yoto
- Kpessi
- Oti-Mandouri
- Sirka
- Togodo